# Burria citernii
Burria citernii is een wandelende tak uit de familie Bacillidae. De wetenschappelijke naam van deze soort is voor het eerst voorgesteld door Karl Brunner von Wattenwyl in een publicatie uit 1907.
De soort komt voor in Somalië.